# 117-й Конгресс США
Сто семна́дцатый Конгре́сс США — заседание Конгресса США, действовавшее в Вашингтоне с 3 января 2021 года по 3 января 2023 года. Он начал функционировать в последние недели президентства Дональда Трампа и в течение первых двух лет президентства Джо Байдена.
Выборы 2020 года определили контроль над обеими палатами. В Палате представителей Демократическая партия сохранила большинство. В Сенате Республиканская партия недолго удерживала большинство в начале срока полномочий. 20 января 2021 года были приведены к присяге трое новых сенаторов-демократов (Джон Оссофф, Рафаэль Уорнок и Алекс Падилья), в результате чего 50 мест заняли республиканцы, 48 мест — демократы и 2 места — независимые демократы. Фактически, это привело к расколу 50 на 50, чего не было со времени 107-го Конгресса в 2001 году. Тем самым, данный случай стал третьим в истории США, когда Сенат был разделён поровну, первый раз был в 47-м Конгрессе (1881–1883).
С приходом нового вице-президента Камалы Харрис, выступающей также по Конституции в качестве председателя Сената, демократы получили контроль над Сенатом и, таким образом, полный контроль над Конгрессом впервые с момента окончания 111-го Конгресса в 2011 году. Когда Джо Байден вступил в должность президента 20 января 2021 года, демократы взяли под свой контроль общее федеральное правительство, также впервые после 111-го Конгресса.

## Важные события
- 3 января 2021 года — начало работы 117-го Конгресса, демократы контролируют Палату представителей, а республиканцы — Сенат
- 6 января 2021 года — штурм Капитолия толпой сторонников Трампа, срыв совместного заседания по подсчёту голосов коллегии выборщиков. После того, как Капитолий был освобождён от протестующих, подсчёт голосов возобновился, а официальное подтверждение было сделано около 3 часов ночи 7 января
- 13 января 2021 года — начало второго импичмента Дональда Трампа за его подстрекательство к захвату Капитолия 6 января
- 20 января 2021 года — президентская инаугурация Джо Байдена
- 25 января 2021 года — статья обвинения экс-президента Трампа была официально передана в Сенат
- 3 февраля 2021 года — Сенат принял организационную резолюцию, позволяющую демократам контролировать комитеты, а сенаторам-первокурсникам принимать назначения в комитетах
- 9 февраля 2021 года—13 февраля 2021 года — Сенат начал рассмотрение вопроса об импичменте Трампа, в результате голосования Трамп был оправдан
- 22 апреля 2021 года — Палата представителей проголосовала за законопроект о превращении Вашингтона, округ Колумбия, в 51-й штат страны
- 28 апреля 2021 года — Джо Байден выступил на совместном заседании Конгресса
- 15 мая 2021 года — Республиканцы Палаты представителей проголосовали за смещение Лиз Чейни с поста председателя конференции за критику Дональда Трампа и противодействие его попыткам опровергнуть результаты президентских выборов 2020 года[2]
- 17 июня 2021 года — День освобождения рабов стал новым федеральным праздником США[3]
- 19 ноября 2021 года — вице-президент Камала Харрис исполняет обязанности президента США с 10:10 до 11:35 по стандартному восточному времени, на время прохождения президентом Байденом процедуры колоноскопии под наркозом[4]
- 23 ноября 2021 года — администрация Байдена объявляет о выпуске 50 миллионов баррелей нефти из Стратегического нефтяного резерва для снижения инфляции совместно с усилиями других стран, что является крупнейшим выпуском в истории[5]
- 1 декабря 2021 года — Центры по контролю и профилактике заболеваний США сообщили о первом случае сильно мутировавшего штамма SARS-CoV-2 Omicron
- 1 марта 2022 года — Джо Байден выступил с обращением к Конгрессу США
- 7 апреля 2022 года — Сенат утвердил кандидатуру Кетанджи Браун Джексон в Верховный суд США

## Ключевые законы
- Закон об американском плане спасения (2021)
- Акт о Дне национальной независимости 19 июня (2021)
- Закон об инвестициях в инфраструктуру и рабочие места (2021)
- Закон о предотвращении принудительного труда уйгуров (2021)
- Закон о разрешении на национальную оборону на 2022 финансовый год (2021)
- Закон о сводных ассигнованиях 2022 года (2022)
- Закон Эммета Тилла о борьбе с линчеванием (2022)
- Закон о ленд-лизе в защиту демократии на Украине от 2022 года (2022)

### Предложенные
- Закон «Для народа» (2021)[6]
- Закон Элайджи Каммингса о снижении затрат на лекарства (2021)[7]
- Закон о равенстве в США (2021)[8]
- Закон об американской мечте и обещании (2021)[9]
- Закон о справедливой оплате труда (2021)[10]
- Закон о принятии Вашингтона (2021)[11]
- Закон о повышении заработной платы (2021)[12]
- Закон о защите от солнечного света (2021)[13]
- Закон о гражданстве США (2021)[14]
- Закон о предупреждении насилия на рабочем месте для работников здравоохранения и социальных служб (2021)[15]
- Закон о правосудии в полиции (2021)[16]
- Закон о преобразовании Пуэрто-Рико в штат (2021)[17]
- Закон о модернизации сельскохозяйственных рабочих (2021)[18]
- Закон о безопасном банковском обслуживании (2021)[19]
- Закон США об инновациях и конкуренции (2021)[20]
- Закон «Построить лучше, чем было» (2021)[21]

## Членство

### Сенат
| Период                   | Всего | Вакантно | Партии                 | Партии                 | Партии                      |
| Период                   | Всего | Вакантно | Республиканская партия | Демократическая партия | Независимые (с демократами) |
| ------------------------ | ----- | -------- | ---------------------- | ---------------------- | --------------------------- |
| 3 января 2021            | 99    | 1        | 51                     | 46                     | 2                           |
| 18 января—20 января 2021 | 98    | 2        | 51                     | 45                     | 2                           |
| 20 января 2021           | 100   | 0        | 50                     | 48                     | 2                           |

### Палата представителей
| Период          | Всего | Вакантно | Партии                 | Партии                 |
| Период          | Всего | Вакантно | Демократическая партия | Республиканская партия |
| --------------- | ----- | -------- | ---------------------- | ---------------------- |
| 3 января 2021   | 433   | 2        | 222                    | 211                    |
| 15 января 2021  | 432   | 3        | 221                    | 211                    |
| 7 февраля 2021  | 431   | 4        | 221                    | 210                    |
| 11 февраля 2021 | 432   | 3        | 221                    | 211                    |
| 10 марта 2021   | 431   | 4        | 220                    | 211                    |
| 16 марта 2021   | 430   | 5        | 219                    | 211                    |
| 6 апреля 2021   | 429   | 6        | 218                    | 211                    |
| 14 апреля 2021  | 430   | 5        | 218                    | 212                    |
| 11 мая 2021     | 431   | 4        | 219                    | 212                    |
| 16 мая 2021     | 430   | 5        | 219                    | 211                    |
| 14 июня 2021    | 431   | 4        | 220                    | 211                    |
| 30 июля 2021    | 432   | 3        | 220                    | 212                    |
| 4 ноября 2021   | 434   | 1        | 221                    | 213                    |
| 1 января 2022   | 433   | 2        | 221                    | 212                    |
| 18 января 2022  | 434   | 1        | 222                    | 212                    |
| 31 марта 2022   | 430   | 5        | 221                    | 209                    |
| 10 мая 2022     | 429   | 6        | 221                    | 208                    |
| 25 мая 2022     | 428   | 7        | 220                    | 208                    |
| 4 июля 2022     | 431   | 4        | 220                    | 211                    |